# Ngwel
Ngwel (auf Lo-Toga [ŋʷel] „Riff“), auch Île Mel genannt, ist eine kleine, unbewohnte Insel des pazifischen Inselstaats Vanuatu. Sie liegt 600 Meter vor der Westküste der Insel Tegua im Zentrum der Torres-Inseln, welche politisch zur vanuatuischen Provinz Torba zählen.
Die Insel erstreckt sich von Nord nach Süd über knapp 500 Meter und ist maximal 200 Meter breit.